# Понтироло Нуово
Понтироло Нуово (итал. Pontirolo Nuovo) је насеље у Италији у округу Бергамо, региону Ломбардија.
Према процени из 2011. у насељу је живело 4428 становника. Насеље се налази на надморској висини од 154 м.

## Становништво
Према резултатима пописа становништва 2011. у општини је живело 4.993 становника.
| 1931. | 1936. | 1951. | 1961. | 1971. | 1981. | 1991. | 2001. | 2011. |
| ----- | ----- | ----- | ----- | ----- | ----- | ----- | ----- | ----- |
| 2.633 | 2.647 | 2.958 | 3.146 | 3.406 | 3.635 | 3.862 | 4.241 | 4.993 |